# Tragedia del Hogar Seguro Virgen de la Asunción de 2017
La Tragedia del Hogar Seguro Virgen de la Asunción fue una catástrofe incendiaria ocurrida en este albergue de menores, ubicado en el municipio de San José Pinula, en el departamento de Guatemala de la República de Guatemala, el 8 de marzo de 2017.

## Antecedentes
El lugar conocido como Hogar Seguro «Virgen de la Asunción», era un centro estatal de protección para niños y adolescentes víctimas de violencia, abandono y maltrato infantil. Inició sus funciones en 2010. El Hogar Seguro estaba a cargo de la Secretaría de Bienestar Social de la Presidencia de Guatemala. Desde 2010 había albergado a menores de edad de 0 a 18 años y desde 2012 a menores con problemas legales que ya habían cumplido sus respectivas condenas, pero que no tenían familiares que se hicieran cargo de ellos.

### Denuncias de anomalías
Más de ochocientos niños y adolescentes eran albergados en Hogar Seguro, a pesar de que su capacidad era para quinientas personas, de acuerdo con datos brindados por la Subsecretaría de Protección y Acogimiento de la Niñez y Adolescencia, dependencia de la Secretaría de Bienestar Social de la Presidencia.
Desde 2013 existían denuncias de violencia sexual y de una posible red de trata de personas en el Hogar Seguro.  Debido a las constantes fugas y a la mala calidad de la alimentación, la Procuraduría de los Derechos Humanos (PDH) había solicitado medidas cautelares ante la Comisión Interamericana de Derechos Humanos desde noviembre de ese año, pero las mismas no se habían atendido.
El 2 de noviembre de 2016, la PDH verificó las deficiencias en el Hogar Seguro «Virgen de la Asunción» y alertó de lo siguiente:
- Indicios de maltrato a los adolescentes por parte de los monitores.
- Posibles indicios de reclutamiento de adolescentes para trata.
- Infraestructura deficiente
- No se habían cumplido con recomendaciones hechas por la misma PDH en 2013.
- Presencia de quince adolescentes varones con cargos penales pendientes que estaban en el Hogar Seguro porque estaban bajo la protección del Estado.
- Personal de seguridad insuficiente: solamente dos agentes de la Policía Nacional Civil (PNC) y dos guardias de seguridad privada, todos varones.[8]

Todas estas sugerencias no fueron atendidas por las autoridades competentes.

## Los hechos

### Motín del 7 de marzo
Durante la noche del 7 de marzo se produjo una fuga masiva; en el lugar únicamente había menores de edad, tanto chicos como chicas, en situación de protección y abrigo y alguno de ellos tenía conflicto con la ley penal. De acuerdo al informe presentado por el director de la Secretaría de Bienestar Social, el amotinamiento se inició a las 2:00 p. m. cuando un grupo de jóvenes se subió a los techos y utilizando piezas de metal amenazaron a los guardianes y encargados; aprovechando la confusión, abandonaron proceso de protección 104 NNA (Niños Niñas y Adolescentes), los cuales fueron localizados en su mayoría por la PNC.
Existen reportes confusos sobre lo que ocurrió cuando recapturaron a los fugados; de acuerdo a testigos, los policías habrían maltratado a los varones, y se habrían propasado con las jovencitas. Además, como represalia los policías habrían encerrado a 56 de las jovencitas —algunas de ellas con objetos punzocortantes en el pelo— en el salón denominado «la escuela». El oficial de la Comisaría 13 de la Policía Nacional Civil, Wilson López, informó que llamó personalmente al presidente de Guatemala, Jimmy Morales, para advertirle de los problemas que ocurrían en el lugar; alrededor de las 10:00 p. m. del martes 7 de marzo llamó al presidente, pero Carlos Rodas, entonces director de la Secretaría de Bienestar Social y amigo personal del presidente Morales, no giró las instrucciones necesarias para evitar el motín que se produjo.

### El 8 de marzo
| En general, las pacientes tienen daño en músculos, tejido subcutáneo y quemaduras que en algunos casos llegaron al hueso. —Juan Antonio Villeda Director del Hospital General San Juan de Dios |

En la mañana del 8 de marzo las menores intentaban protestar por los abusos sexuales y físicos que sufrían en el Hogar Seguro, aprovechando que ese día se celebra el Día Internacional de la Mujer; pero la situación se salió de control y cincuenta y una de ella fueron encerradas en un salón de 40,7 m². El caos fue aún mayor cuando un incendio se originó por una de ellas dentro del salón cuando se quemaron unas colchonetas y las jovencitas quedaron atrapadas en el salón sin posibilidades de ser rescatadas a tiempo.
De acuerdo a los reportes, el incendio, originado por una de ellas, duró varias horas y no podía ser mitigado por los bomberos, quienes tuvieron dificultad de acceso al área y a las instalaciones del centro, por encontrarse completamente bajo llave.

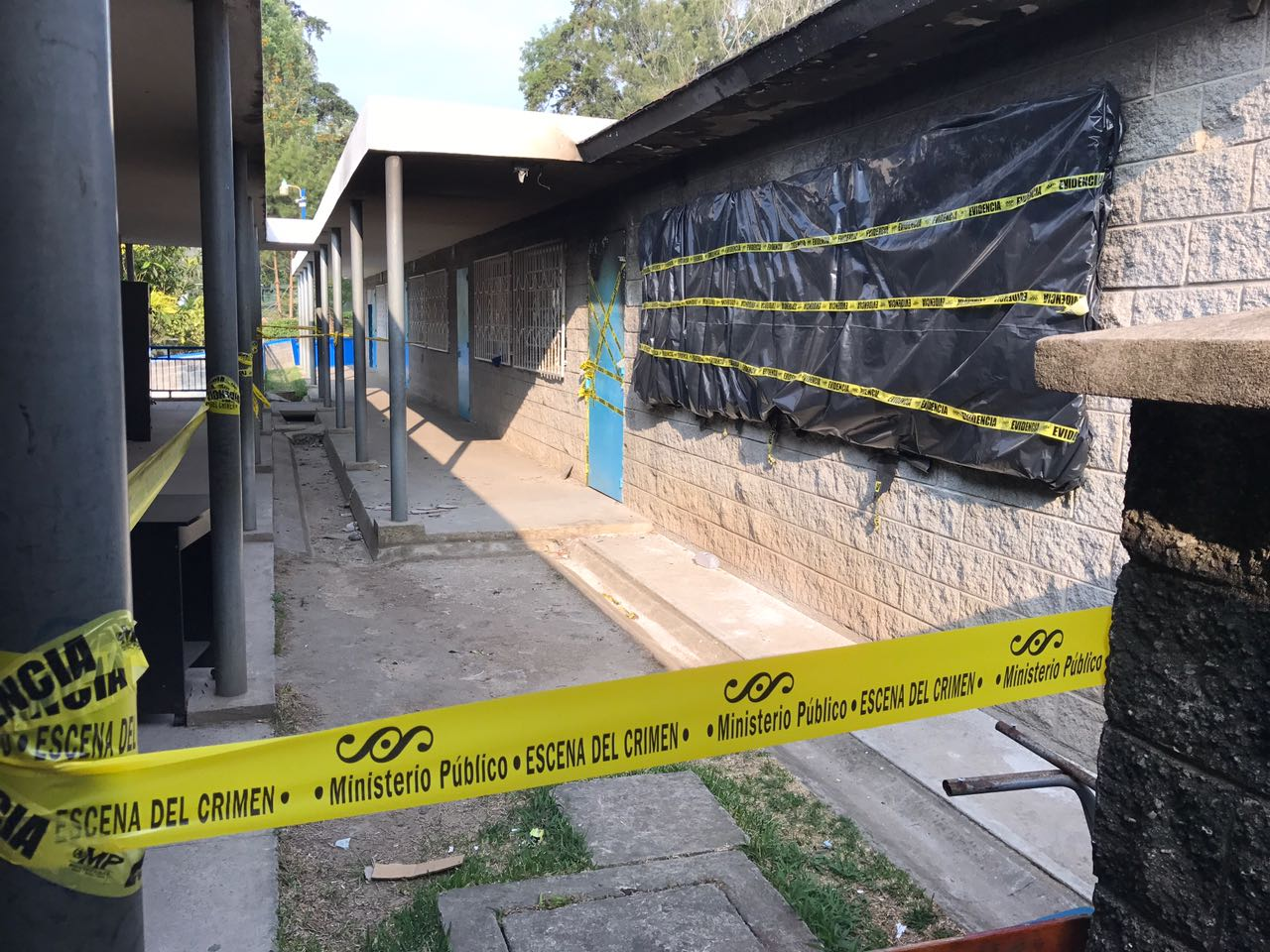
Después del incendio

Numerosas víctimas heridas fueron llevadas de emergencia a los hospitales de la Ciudad de Guatemala con quemaduras de segundo y tercer grado, mientras que por lo menos otras diecinueve murieron en el lugar por la gravedad de sus heridas. En reportes médicos consta que la mayoría de adolescentes fueron ingresadas con presión arterial baja, pérdida masiva de líquidos por las quemaduras y en estado inconsciente. En cuanto a las víctimas en las instalaciones del Hogar Seguro, el Instituto Nacional de Ciencias Forenses (Inacif) certificó que la causa del deceso era intoxicación por monóxido de carbono (CO).
Al 10 de marzo se habían reportado treinta y siete jovencitas fallecidas, comprendidas entre los 14 y 17 años, y aún se desconocía el nombre de las sobrevivientes del incendio, mientras los familiares buscaban información sobre su paradero y situación. Ese mismo día también se reportó que las nueve sobrevivientes menores de edad que fueron trasladadas a una casa hogar en Quetzaltenango estaban en estado de gestación.

## Consecuencias
Analistas y defensores de derechos humanos condenaron la negligencia del Estado y funcionarios — incluyendo a la Presidencia de la República, la Procuraduría General de la Nación (PGN) y la Secretaría de Bienestar Social (SBS)— por no haber atendido las denuncias presentadas en su momento sobre abusos de todo tipo contra los menores de edad recluidos en el centro. Por su parte, la PGN, la SBS y el portavoz presidencial declararon que la responsabilidad estaba en los órganos jurisdiccionales de justicia.

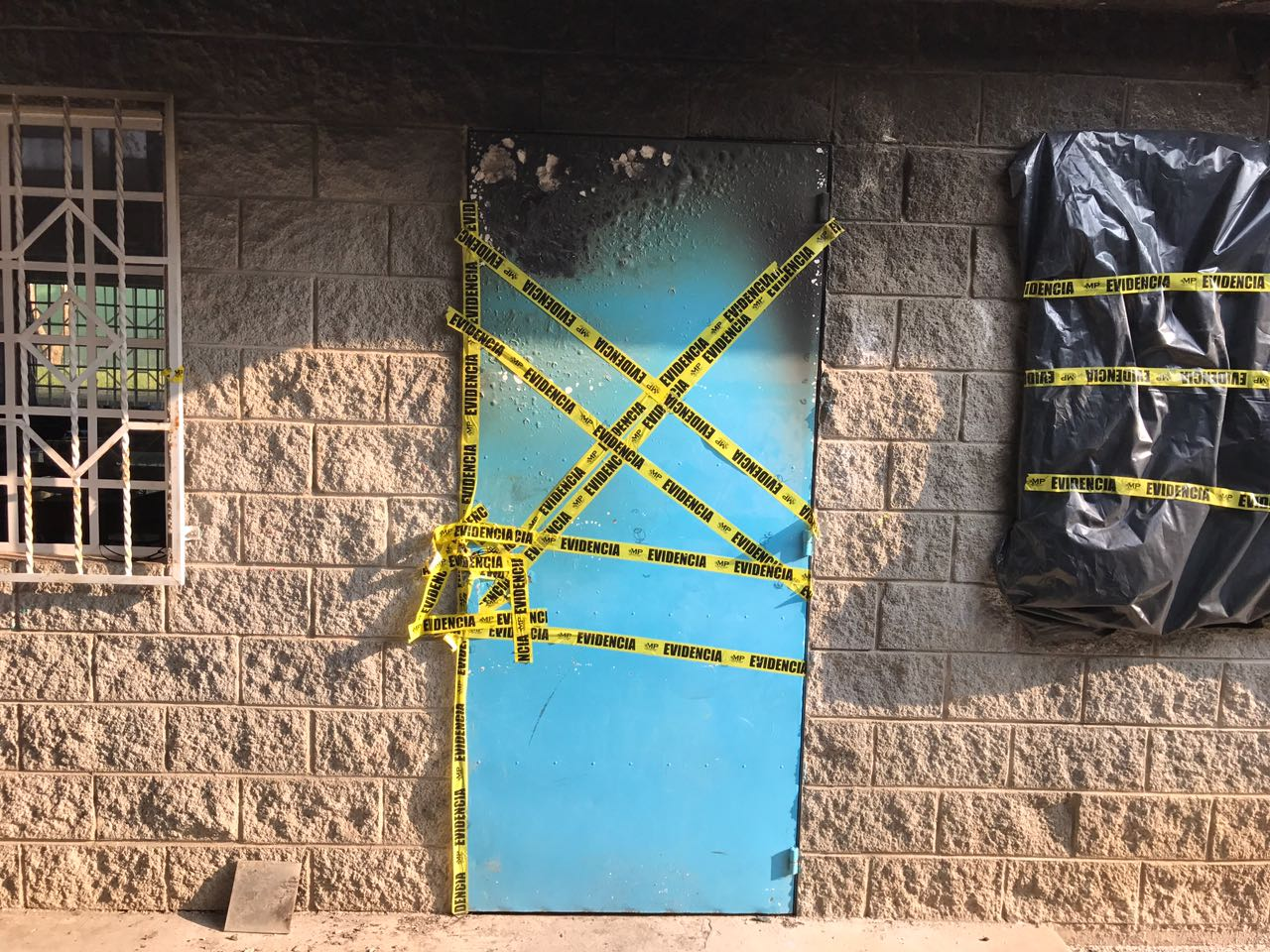
Una puerta quemada

Bancadas del Congreso de la República de Guatemala solicitaron la destitución de Carlos Rodas, por responsabilidad directa y negligencia. Por su parte, el Ministerio Público inició una investigación de los hechos, partiendo del supuesto de que ocurrió un hecho delictivo que resultó en el homicidio de las víctimas calcinadas; el procedimiento incluyó recolección de pruebas en las instalaciones en donde ocurrió la tragedia y la obtención de las imágenes de treinta y cuatro cámaras instaladas en el lugar.
El creciente número de víctimas mortales —cuarenta fallecidas al 12 de marzo— indignó a la población de la Ciudad de Guatemala, quien inició concentraciones en la Plaza de la Constitución para manifestar su repudio a lo que consideraban negligencia, corrupción e ineptitud de parte de las autoridades del gobierno guatemalteco. Ese mismo día se supo que el director de la Secretaría de Bienestar Social había presentado su renuncia, aunque no fue aceptada por el gobernante, y que había sido arraigado por los tribunales de justicia para que enfrente sus responsabilidades. Alrededor de doscientas personas caminaron por las calles de la ciudad leyendo los nombres y las edades de las niñas fallecidas a la plaza donde había más manifestantes; los gritos que más se escucharon fueron: «fue el Estado», «no fue un accidente, fue una ejecución» y «el único accidente es este Presidente», en referencia al presidente Jimmy Morales.

### Captura de los ex titulares de Bienestar Social
El 13 de marzo las autoridades guatemaltecas capturaron a los recién destituidos titulares de la Secretaría de Bienestar Social: el exsecretario Carlos Rodas, la exsubsecretaria Anahí Keller y el exdirector del centro Santos Torres.
Los tres exfuncionarios fueron detenidos por homicidio culposo, incumplimiento de deberes y maltrato contra personas menores de edad; la captura fue realizada por elementos de la División Especializada de Investigación Criminal (DEIC) del Departamento de Delitos contra la vida de la Policía Nacional Civil (PNC).
"Santos Torres y Anahí Keller salen de prisión preventiva
La jueza Rosa María López consideró que los argumentos de las querellantes “correspondían al momento del juicio oral y público” y que eran temas “de fondo”. Resolvió que tanto para la acusada como para el acusado había otras formas de garantizar que no se fuguen ni intervengan en el proceso, pese a las argumentaciones de las querellantes donde se señaló que ya existían denuncias verbales de testigos que estaban siendo amenazados sobre sus futuras declaraciones."

## Víctimas
| Eran unas niñas, unas señoritas llenas de ilusiones. Ella me llamó el miércoles [8 de marzo] para contarme que el 20 [de marzo] tendría su audiencia; me dijo: «mamá, estoy estudiando, quiero ser una secretaria». ¡Pero jamás nos imaginamos que a las diez de la mañana, a ellas les habían tirado gasolina, las habían endrogado, las habían prostituido una noche antes, las habían apaleado! ¡No es justo! Pidan justicia por los angelitos que se llevaron y quemaron, muchas aún están en el hospital, rogando por sus vidas [...] —Rosa Tobar Madre de Rosa Julia Espino Tobar 14 de marzo de 2017 |

| Nombre                           | Edad | Procedencia          | Reseña biográfica | Nombre                         | Edad | Procedencia                  | Reseña biográfica |
| -------------------------------- | ---- | -------------------- | --- | ------------------------------ | ---- | ---------------------------- | --- |
| Daily Anali Domingo Martínez     | 15   | Huehuetenango        | A los 13 años decidió irse a vivir con su padre, quien la habría denunciado para que la Procuraduría General de la Nación (PGN) la enviara al Hogar Seguro. Tenía aspiraciones de convertirse en contadora. | Rosa Julia Espino Tobar        |      |                              | No estaba en el Hogar Seguro por ser problemático sino porque su progenitora sufrió un accidente y tuvo que entregarla a las autoridades para que cuidaran de su hija mientras ella se recuperaba. Tenía audiencia el 20 de marzo de 2017 para salir del Hogar Seguro y regresar a su casa. |
| Indira Jarisa Pelicó             |      |                      | | Daria Dalila López Meda        |      |                              | |
| Ashley Gabriela Méndez Ramírez   | 15   | Jutiapa, Jutiapa     | Había ingresado a la brigada infantil de Bomberos Departamentales Municipales de Monjas, Jalapa. Tenía intenciones de llegar a ser veterinaria.                                                             | Yemmi Aracely Ramírez Siquín   |      |                              | |
| Jaqueline Paola Catinac López    |      |                      | | Siona Hernández García         |      |                              | |
| Josselyn Marisela García Flores  |      |                      | | Mayra Haydeé Chután Urias      |      |                              | |
| Skarleth Yajaira Pérez Jiménez   | 15   | Escuintla, Escuintla | Había huido de su hogar en busca de una mejor vida, pero terminó en el Hogar Seguro. | Yohana Desiré Cuy Urízar       | 14   | San Andrés Semetabaj, Sololá | Debido al uso de las redes sociales su compartiento había variado, y por ello su abuela y una tía con quienes vivía decidieron entregarla a la policía por rebeldía y actitudes violentas. Confiaban que en el Hogar Seguro cambiaría su comportamiento. Quería ser                         |
| Rosalinda Victoria Ramírez Pérez |      |                      | | Madelin Patricia Hernández     |      |                              | |
| Sarvía Isel Barrientos Reyez     |      |                      | | Ana Nohemí Morales Galindo     | 16   | Escuintla, Escuintla         | Había huido de su hogar en busca de una mejor vida, pero terminó en el Hogar Seguro. |
| Ana Rubidia Chocooj Chúta        |      | Joyabaj, Quiché      | Había huido de su casa en la aldea San Antonio La Comunidad tras acusar a su padre y a un amigo de éste de haber intentado agredirla.                                                                       | Jilma Sucely Carias López      | 15   | Jutiapa, Jutiapa             | Hermana de Grindi Yasmin, con quien había ingresado al centro en tres ocasiones, por su actitud rebelde. |
| Yoselin Beatriz Ventura López    |      |                      | | Grindi Yasmin Carías López     | 14   | Jutiapa, Jutiapa             | Hermana de Jilma Sucely, con quien había ingresado al centro en tres ocasiones. |
| Mari Carmen Ramírez Melgar       |      |                      | | Keila Rebeca López Salguero    |      |                              | |
| Kimberly Mishel Palencia Ortiz   |      |                      | | Nancy Paola Vela García        |      |                              | |
| Estefany Sucely Veliz Pablo      |      |                      | | Lilian Andrea Gómez Arceno     |      |                              | |
| Mirza Rosmery López Tojil        |      |                      | | Ana Roselia Pérez Sinay        |      |                              | |
| Grisna Yamileth Cu Uluan         |      |                      | | Melani Yanira de León Palencia |      |                              | |
| Luisa Fernanda Joj González.     |      |                      | | Yarissa Orellana               | 17   | Zacapa, Zacapa               | Yarissa era adicta a las drogas y por problemas familiares había escapado de su hogar. Las autoridades la localizaron en Zacapa y en febrero por orden de un juzgado fue llevada al Hogar Seguro.                                                                                           |

## Reacciones

### Nacionales
- los dos canales de Canal 3 y Televisiete, propiedad de Chapín TV, se decidieron archivarse todos los archivos materiales de los programas infantiles y variedades que dirigió a Anahí Keller, cuando era productora de televisión. Algunos archivos sobreviven en el canal de Youtube, y otros quedaron borrados.

### Internacionales
- España: Los reyes de España, Felipe VI y Letizia expresaron sus condolencias y solidaridad con la tragedia ocurrida cuando intentaban protestar sobre los abusos que sufrían.[23]
- México: El presidente Enrique Peña Nieto por medio de la embajada de México en Guatemala expresó sus condolencias y solidaridad a Morales Cabrera.[24]
- Nicaragua: El presidente Daniel Ortega y la vicepresidenta Rosario Murillo enviaron sus condolencias al presidente por medio del canciller.[25]
- Israel: El gobierno de Israel envió sus condolencias por medio de su embajador acreditado en Guatemala y donó medicinas para los sobrevivientes.[26]
- Japón: El gobierno japonés por medio de su embajador residente Tomohiko Furutani expresaron sus condolencias y solidaridad al presidente por los hechos ocurridos.[27]
- Reino Unido: La ministra de Estado para los Derechos Humanos en la Cancillería Británica la baronesa Joyce Anelay solicitó "investigaciones urgentes" al gobierno de Guatemala.[28]
- Rusia: El presidente ruso Vladímir Putin transmitió mediante un comunicado su solidaridad, apoyo y compasión sobre la tragedia ocurrida a su homólogo guatemalteco.[29]
- Santa Sede: El papa Francisco expresó: “Exprimo mi cercanía a la población de Guatemala que vive en luto por el grave y triste incendio ocurrido en el interior de la casa refugio Virgen de la Asunción, causando víctimas y heridos entre los chicos que vivían allí. Que el Señor acoja sus almas, sane a los heridos y consuele a sus familias afligidas y a toda la nación”.[30]